# Horus Heresy
Horus Heresy (ungefärlig översättning: Horuskätteriet) är ett fiktivt inbördeskrig i Warhammer 40 000-universumet. Trots att det varade relativt kort tid (tio år) har det haft enorm inverkan på universumet och är en stor anledning till spelets dystopiska framtoning. Förutom att fungera som bakgrundshistoria till Warhammer 40 000 så existerar Horus Heresy i annan media, främst i form av romaner.

## Konflikt

### Bakgrund
I början av 30000-talet befordrar mänsklighetens kejsare sin närmaste man Horus Lupercal till befälhavare för mänsklighetens styrkor och drar sig tillbaka till Terra för att arbeta på ett projekt för att kunna få tillgång till Eldars Webway. Detta projekt hålls hemligt för alla och förstärker spänningen mellan vissa Primarchs (Kejsarens genmodifierade supermänniskor, förfäder till Space Marines) som redan är misstänksamma mot kejsaren eller sina bröder.
Kort efter sina befordran blir Horus måltavla för en konspiration bland Chaos-gudarna. Efter att ha blivit dödligt sårad får han under en helningsceremoni en vision av en framtid där kejsaren dyrkas som en gud och Horus samt alla andra Primarchs blir bortglömda. Då ett av kejsarens mål för mänskligheten var att avskaffa religion på grund av alla konflikter det orsakar så ser Horus detta som ett förräderi. (Ironiskt nog är det Horus handlingar som sedan leder till denna framtid.) Horus vänder sig mot kejsaren och lyckas få över åtta Primarchs till, samt deras Space Marine-legioner på sin sida. De som har vänts mot kejsaren korrumperas till sist av Chaos. 

### Konflikt och upplösning
Trots att Horus agerar som om han vore lojal mot Imperiet så manipulerar han saker bakom kulisserna för att utplåna lojalistiska styrkor. På grund av dålig kommunikation och information bland lojalisterna har dess befälhavare svårt att inse hur stora händelserna faktiskt är. Till sist leder Horus sina styrkor mot jorden där en blodig belägring av kejsarens palats inträffar. När Horus sänker sköldarna på sitt flaggskepp Vengeful Spirit teleporterar kejsaren, Sanguinius, Rogal Dorn och en Imperial Fists-styrka sig ombord. I den strid som följer dödar Horus Sanguinius innan han själv blir dödad av den allvarligt skadade kejsaren.

### Utfall
Efter Horus död tar upproret slut. Kejsaren placeras i en livsuppehållande maskin i sitt palats där han sitter kvar tusentals år senare och trots att hans kropp förruttnats är hans sinne fortfarande i liv, trots att han bara kan uttrycka sig psykiskt. Denna maskin fungerar också som en fyr för att leda skepp genom Warpen.
En lång och våldsam "utrensning" av förrädare följer under många år samtidigt som Imperiet återuppbyggs. De överlevande förrädarstyrkorna flyr till Eye of Terror där de gömmer sig för att anfalla Imperiet. 
Trots att konflikten varat mindre än ett decennium så har den fått förödande konsekvenser för Imperiet och segern kom till ett högt pris för lojalisterna.